# Malakand (Distrikt)

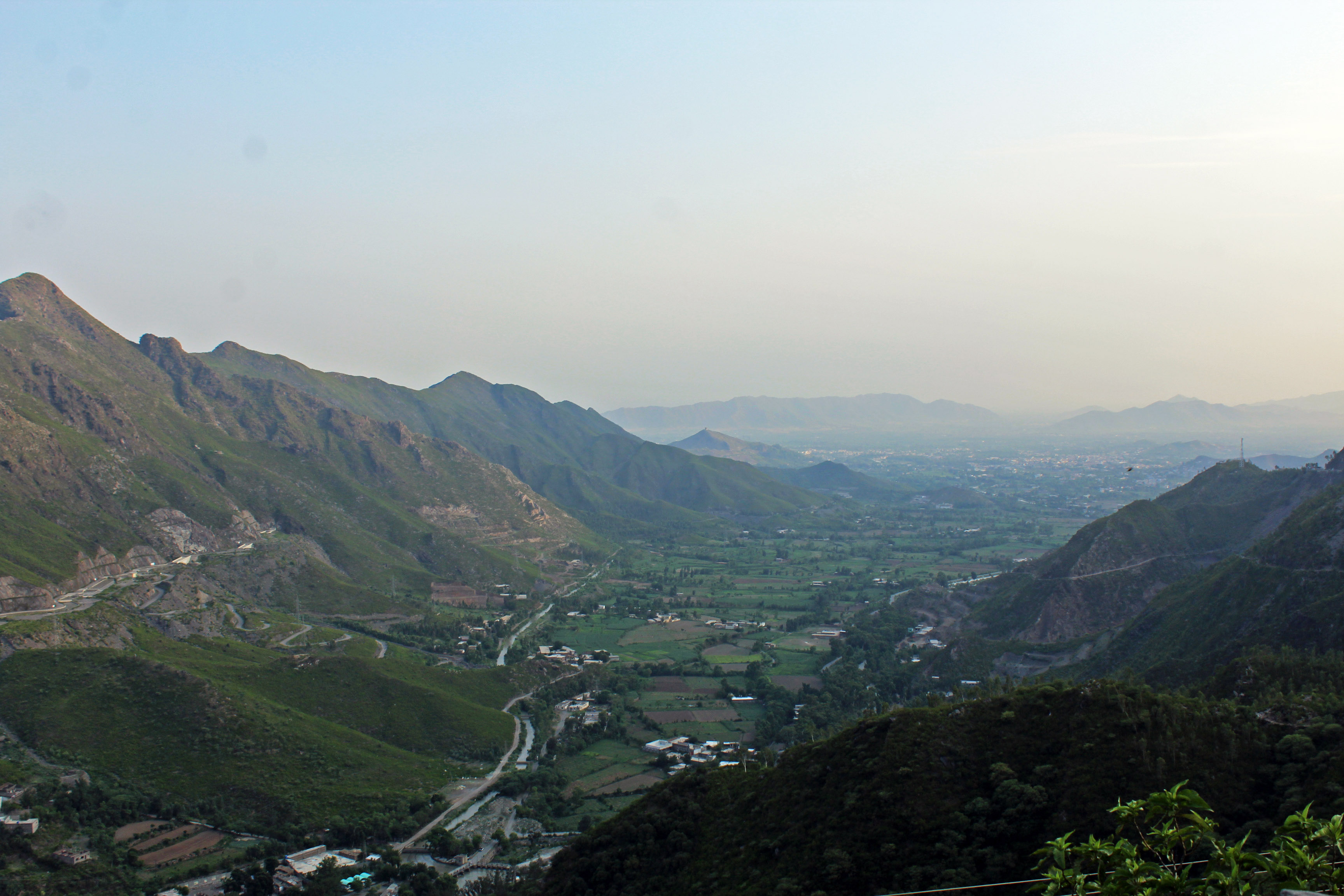
Landschaft in Malakand

Der Distrikt Malakand ist ein Verwaltungsdistrikt in Pakistan in der Provinz Khyber Pakhtunkhwa. Sitz der Distriktverwaltung ist die Stadt Batkhela. Der Distrikt hat den Status eines geschützten Stammesgebiets.
Der Distrikt hat eine Fläche von 952 km² und nach der Volkszählung von 2017 720.295 Einwohner. Die Bevölkerungsdichte beträgt 757 Einwohner/km².

## Geografie
Der Distrikt befindet sich im Norden der Provinz Khyber Pakhtunkhwa, die sich im Norden von Pakistan befindet. Malakand ist von hohen Bergen umgeben, die reich an Bodenschätzen sind.

## Demografie
Zwischen 1998 und 2017 wuchs die Bevölkerung um jährlich 2,47 %. Von der Bevölkerung leben ca. 9 % in städtischen Regionen und ca. 91 % in ländlichen Regionen. In 91.414 Haushalten leben 362.089 Männer, 358.203 Frauen und 3 Transgender, woraus sich ein Geschlechterverhältnis von 101,1 Männer pro 100 Frauen ergibt und damit einen für Pakistan häufigen Männerüberschuss.
| Jahr | Einwohnerzahl |
| ---- | ------------- |
| 1972 | 185.872       |
| 1981 | 257.797       |
| 1998 | 452.291       |
| 2017 | 720.295       |

## Bildung
Die Alphabetisierungsrate in den Jahren 2014/15 bei der Bevölkerung über 10 Jahren liegt bei 62 % (Frauen: 46 %, Männer: 77 %) und damit über dem Durchschnitt der Provinz Khyber Pakhtunkhwa von 53 %.